# Rick Lovato
Richard Peter Lovato Jr. (Neptune Township, 9 settembre 1992) è un giocatore di football americano statunitense che milita nel ruolo di long snapper per i Philadelphia Eagles della National Football League (NFL).

## Carriera

### Chicago Bears
Dopo non essere stato scelto nel Draft, Lovato firmò con i Chicago Bears il 3 maggio 2015. Il 30 agosto 2015 fu svincolato.

### Green Bay Packers
Il 22 dicembre 2015 Lovato firmò con i Green Bay Packers dopo che il long snapper titolare Brett Goode si infortunò al ginocchio. Prima di firmare stava lavorando in una panineria a Lincroft, New Jersey, posseduta dal padre e dallo zio. Lovato divenne il primo studente di Old Dominion a scendere in campo nella stagione regolare NFL dopo essere diventato lo snapper per ogni punt e field goal contro gli Arizona Cardinals nella settimana 16. Il 3 settembre 2016 fu svincolato.

### Washington Redskins
Il 19 novembre 2016 Lovato firmò con i Washington Redskins per sopperire all'assenza dell'infortunato Nick Sundberg. Fu svincolato il 29 novembre 2016.

### Philadelphia Eagles

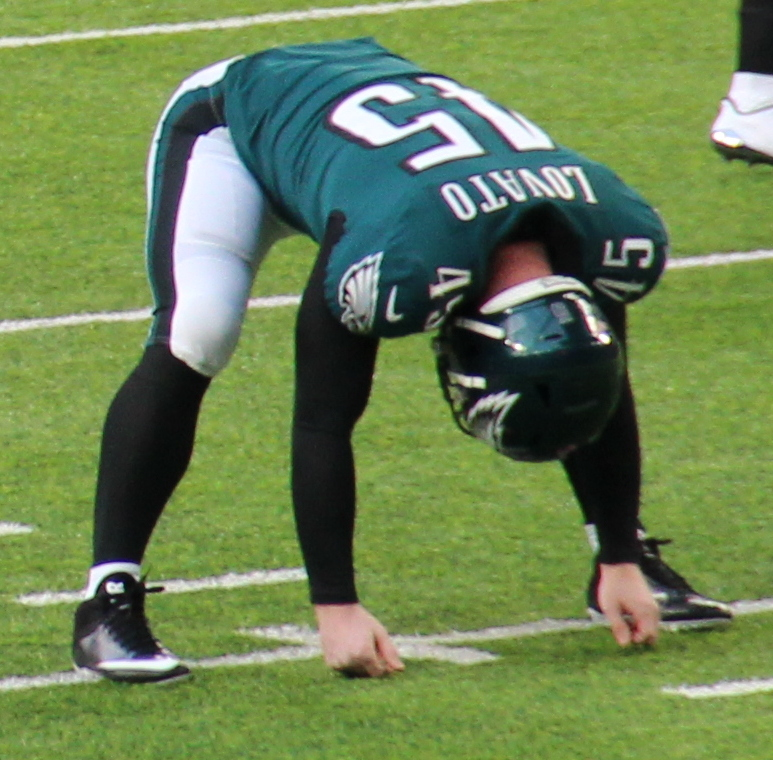
Lovato nel riscaldamento del Super Bowl LII

Il 12 dicembre 2016 Lovato firmò con i Philadelphia Eagles dopo l'infortunio del long snapper titolare Jon Dorenbos che si era fratturato un gomito.
Lovato divenne titolare per gli Eagles nel 2017 dopo che la squadra scambiò Dorenbos. A fine stagione vinse il Super Bowl LII contro i New England Patriots.
Il 19 novembre 2019 Lovato firmò un nuovo contratto di quattro anni con gli Eagles. A fine stagione fu convocato per il suo primo Pro Bowl.
Il 25 ottobre 2021 Lovato fu svincolato dagli Eagles dopo la firma di Reid Sinnett. Tuttavia il giorno successivo rifirmò con la squadra.

## Palmarès

### Franchigia
- Super Bowl : 2

Philadelphia Eagles: LII, LIX
- National Football Conference Championship: 2

Philadelphia Eagles: 2017, 2022

### Individuale
- Convocazioni al Pro Bowl: 1

2019